# مقاطعة سامبسون (كارولاينا الشمالية)
مقاطعة سامبسون قالب:إنج Sampson County هي إحدى مقاطعات ولاية كارولاينا الشمالية في الولايات المتحدة الأمريكية. مركز المقاطعة أو مقعدها هي مدينة كلينتون. تأسست هذه المقاطعة سنة 1784.أصل هذه المقاطعة يأتي من: مقاطعة دوبلين.-مقاطعة سامبسون، كارولاينا الشمالية-->